# Distrito arqueológico de Seven Mile Island
El Distrito Arqueológico de Seven Mile Island es un yacimiento arqueológico ubicado en una isla fluvial sobre el río Tennessee dentro de los condados de Colbert y Lauderdale en Alabama, Estados Unidos.

## Descripción
Se cree que la isla ha estado habitada durante unos 9.000 años, y los primeros artefactos datan del Período Arcaico temprano. De los 18 sitios identificados en la isla, dos han sido objeto de un estudio exhaustivo. El Sitio Perry (1Lu25) es un conchero de siete pies (2,1 metros) de espesor que contiene cerámica tiestos desde el periodo arcaico. El sitio de Seven Mile Island (1Lu21) es un sitio y un montículo de una aldea de la Cultura misisipiana. En el sitio se han encontrado varias puntas de flecha y cuchillos de pedernal así como una botella con un pájaro grabado. También se desenterraron 41 cuerpos de la era misisipiana.
El distrito fue incluido en el Registro Nacional de Lugares Históricos en 1979.